# Hugo II. (Zypern)

Wappen Hugos II.

Hugo II. (* 1252; † November 1267) war König von Zypern und Regent des Königreichs Jerusalem.
1254, im Alter von wenigen Monaten, wurde er Nachfolger seines Vaters Heinrich I. als König von Zypern unter der Regentschaft seiner Mutter Plaisance von Antiochia.
Obwohl er keinen legalen Anspruch auf das Königreich Jerusalem hatte, das zu dieser Zeit nominell von Konradin von Hohenstaufen regiert wurde, der ebenfalls ein Kind und darüber hinaus noch in Europa war, wurden er und seine Mutter 1258 von Plaisances Bruder Bohemund VI. nach Akkon gebracht und zum „Herrn von Jerusalem“ beziehungsweise zur Regentin gemacht.
Als Plaisance 1261 starb, ging die Regentschaft in Zypern auf seinen Vetter Hugo über, während die Regentschaft im Königreich Jerusalem dessen Mutter Isabella von Zypern übernahm. Hugo II. starb im November 1267 14-jährig und wurde in der Dominikanerkirche in Nikosia begraben. Er war verheiratet mit Isabella von Ibelin, Herrin von Beirut. Die Ehe wurde aber nie vollzogen und 1265 von Papst Clemens IV. aufgehoben. Ihm folgte sein Vetter Hugo als Hugo III. von Zypern.
Thomas von Aquin widmete ihm eventuell sein unvollendetes Werk De regimine principum („Über die Herrschaft der Fürsten“), das aber erst veröffentlicht wurde, als beide bereits tot waren.